# Station Prądocin
Station Prądocin is een spoorwegstation in de Poolse plaats Prądocin.